# Ololygon peixotoi
Ololygon peixotoi é uma espécie de anfíbio da família Hylidae.  
Ela é endêmica do Brasil, e pode ser encontrada apenas na ilha da Queimada Grande, município de Itanhaém, no estado de São Paulo.
A espécie foi descoberta junto a outras quatro espécies de anfíbios em 2007.

## Características
Esta espécie habita os bromeliais da Ilha da Queimada Grande e necessita deles para seu ciclo de vida. Sua pele dorsal é um pouco rugosa. Os machos medem 18,8 a 20,7 milímetros e as fêmeas medem 22,4 a 25,1 milímetros.